# 15-й фронт (Япония)
Пятнадцатый фронт (яп. 第15方面軍) — группировка сухопутных войск японской императорской армии, находившаяся в западной части Японии в конце Второй мировой войны.
15-й фронт был сформирован 1 февраля 1945 года для отражения возможного вторжения Союзников на собственно Японские острова. Его войска должны были оборонять регионы Кансай и Тюгоку, а также остров Сикоку, штаб-квартира размещалась в городе Осака. С 8 февраля 1945 он перешёл под командование свежесозданного Второго командования, ответственного за оборону Западной Японии.
Как и в прочих войсках обороны Японских островов, части, входившие во фронт, были укомплектованы слабо подготовленными резервистами, молодыми призывниками либо бойцами территориального ополчения, не имевшими нормального оружия и снаряжения. Войска фронта в боевых действиях не участвовали, и после капитуляции Японии были демобилизованы.

## Список командного состава

### Командующие
|   | Имя                                | С              | По              |
| - | ---------------------------------- | -------------- | --------------- |
| 1 | Генерал-лейтенант Масакадзу Кавабэ | 1 февраля 1945 | 7 апреля 1945   |
| 2 | Генерал-лейтенант Эйтаро Утияма    | 7 апреля 1945  | 15 августа 1945 |

### Начальники штаба
|   | Имя                              | С              | По              |
| - | -------------------------------- | -------------- | --------------- |
| 1 | Генерал-лейтенант Митио Кунитакэ | 1 февраля 1945 | 15 августа 1945 |